# Robert Mesterton
Carl Robert Mesterton, född 6 november 1945 i Engelbrekts församling i Stockholm, död 11 oktober 2018 i Falsterbo distrikt i Skåne län, var en svensk företagsledare.  Han var under åren 2001-2005 verkställande direktör för Gröna Lunds tivoli.
Han var brorson till Erik Mesterton och sonsons son till professor Carl Benedict Mesterton. Robert Mesterton är begravd på Djursholms begravningsplats.